# François Lenormant

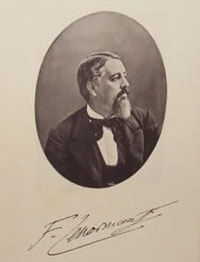
François Lenormant, Bild und Signatur

François Lenormant (* 17. Januar 1837 in Paris; † 9. Dezember 1883 ebenda) war ein französischer Historiker und Archäologe, zugleich einer der Hauptvertreter der Assyriologie in Frankreich.

## Leben
François Lenormant war ein Sohn des Archäologen und Ägyptologen Charles Lenormant, der sich von früh an bemühte, dass sein Sohn in seine Fußstapfen treten würde. Schon im Alter von sechs Jahren wurde François Lenormant auf Veranlassung seines Vaters Unterricht in Griechisch erteilt. Er entsprach den Erwartungen und erwarb sich auf Basis seines guten Gedächtnisses sowie unermüdlichen Fleißes schon früh eine enzyklopädische Gelehrsamkeit. Seine Tätigkeit erstreckte sich auf Archäologie, Numismatik und Epigraphik des klassischen und orientalischen Altertums, auf Assyriologie und die Geschichte des alten Orients, umfasste aber auch andere diesen Fächern enger oder loser verbundene Gebiete, u. a. Ägyptologie. Auf dem Feld der Archäologie verfasste er schon als 14-Jähriger in der Revue archéologique eine Abhandlung über griechische Tafeln, die in Memphis gefunden wurden (Tablettes grecques trouvées à Memphis, 1851). Als Numismatiker machte er sich zuerst 1857 durch die von der Académie des Inscriptions et Belles-Lettres preisgekrönte, in der Revue numismatique erschienene Monographie über die Münzen der Lagiden (Essai sur la classification des monnaies des Lagides) bekannt.  Bereits in jungem Alter trat er ferner durch einen Aufsatz über den christlichen Ursprung der sinaitischen Inschriften (Sur l’origine chrétienne des inscriptions sinaïtiques, in: Journal asiatique, Bd. 13, Paris 1859) hervor. Neben der Beschäftigung mit Altertumswissenschaft hörte er aber auch Vorlesungen der juristischen Fakultät und erhielt 1857 den Titel eines Lizenziaten.
1858 besuchte Lenormant Italien und  begleitete daraufhin 1859 seinen Vater auf einer Forschungsreise nach Griechenland, während derer sein Vater am 22. November 1859 an einer fiebrigen Erkrankung in Athen starb. Lenormant brachte den Leichnam seines Vaters nach Frankreich zurück, begab sich aber bald wieder nach Griechenland und untersuchte dort im Auftrag der Regierung die Ruinen des alten Eleusis. Währenddessen hörte er von einem durch Drusen an Christen verübten Massaker und segelte sofort nach Syrien, um den Opfern dieses religiösen Fanatismus zu Hilfe zu eilen. Nach dem Eintreffen französischer Truppen in Syrien kehrte er nach Eleusis zurück. Als Resultat seiner dortigen Forschungen veröffentlichte er u. a. die Abhandlung Recherches archéologiques à Eleusis (Paris 1862). Ab 1862 fungierte er als Unterbibliothekar des Institut de France. 1865 und 1866 bereiste er wieder den Osten sowie 1869 Ägypten, wo er sich mit den dortigen Altertümern vertraut machte. Seine Forschungsarbeiten wurden 1870 durch den Deutsch-Französischen Krieg unterbrochen, in dem Lenormant in der französischen Armee diente und während der Belagerung von Paris eine Verwundung erlitt. 1874 wurde er an Charles Ernest Beulés Stelle zum Professor der Archäologie an der Nationalbibliothek ernannt und hielt Vorlesungen über griechische und nahöstliche Altertümer.
1881 wurde Lenormant Mitglied der Académie des Inscriptions et Belles-Lettres. Bereits seit 1871 war er assoziiertes Mitglied der Académie royale des Sciences, des Lettres et des Beaux-Arts de Belgique. Auf einer Forschungsreise in Kalabrien verunglückte er schwer und starb an den Folgen dieses Unfalls nach langer Krankheit am 9. Dezember 1883 im Alter von knapp 47 Jahren in Paris.

## Werk
Aus Lenormants archäologischer Schriftstellerei ist außer der erwähnten Abhandlung über eleusinische Altertümer seine ebendieses Gebiet behandelnde Monographie de la voie sacrée éleusinienne (1864) zu nennen, ferner seine zwischen 1864 und 1883 verfassten zahlreichen Aufsätze in der Revue archéologique und anderen Zeitschriften, mythologische Artikel in dem von Daremberg und Saglio herausgegebenen Dictionnaire des Antiquités Grecques et Romaines, sowie ein großer Teil des Textes der von ihm 1875 zusammen mit dem Baron de Witte gegründeten Gazette archéologique. Außerdem sind hierher zu rechnen die aus seinen Reisen in Unteritalien (1879, 1881 und 1882) hervorgegangenen Werke La grande Grèce, paysages et histoire (3 Bde., 1881–84) und À travers l’Apulie et la Lucanie (3 Bde., Paris 1883).
Auf dem Gebiet der Numismatik veröffentlichte er zahlreiche Einzeluntersuchungen insbesondere in der Revue numismatique. Zusammengefasst ist seine diesbezügliche Arbeit in dem Werk La monnaie dans l’Antiquité (3 Bde., Paris 1878–79, doch unvollendet; neue Ausg. 1896); erst nach seinem Tod erschien das populäre Buch Monnaies et médailles (1883).
Der antiken Schriftkunde und Epigraphik widmete Lenormant außer dem Werk De l’origine et de la propagation de l’alphabet phénicien dans l’ancien monde (unvollendet in 2 Bänden und dem Anfang des 3. Bandes, 2. Aufl. 1872) viele Publikationen und Besprechungen von Inschriften in der Revue archéologique und anderen Zeitschriften.
Seit den späten 1860er Jahren beschäftigte sich Lenormant eingehender mit Assyriologie und altorientalischer Geschichte. Schon 1868 erschien sein bekanntestes, von der Akademie preisgekröntes und von ihm selbst als eine seiner Hauptarbeiten angesehenes Werk Manuel d’histoire ancienne de l’Orient jusqu’au guerres Médiques (3 Bde., Paris 1868–69, mit Atlas; 9. Aufl. 1881–83; nach Lenormants Tod fortgesetzt von Babelon, Bd. 4–6, 1885–88; deutsch bearbeitet von M. Busch, 2. Aufl. 3 Bde., Leipzig 1871–72). Aus Keilschriftenfunden erkannte er als neu entdeckte Sprache Akkadisch, das in Mesopotamien schon vor 2000 v. Chr. gesprochen wurde.
Lenormants assyriologische Studien wurden in größerem Maßstab zusammengefasst in den Lettres assyriologiques et épigraphiques sur l’histoire et les antiquités de l’Asie antérieure (5 Bde., 1871–80), deren erste Serie aus einzelnen Abhandlungen unterschiedlichen Inhalts besteht, während die zweite die akkadischen (sumerischen) Forschungen Lenormants (Études accadiennes, 3 Bde., 1873, 1874 und 1879) enthält. In diese Reihe gehören ferner Les principes de comparaison de l’Accadien et des langues touraniennes (1875) und La langue primitive de la Chaldée et les idiomes touraniens (Paris 1875), worin er die Zugehörigkeit des Akkadischen zum sog. uralaltaischen Sprachstamm zu erweisen suchte, was bei der von ihm eingeschlagenen Methode nicht gelingen konnte; ferner Étude sur quelques parties des syllabaires cunéiformes (1877), sowie größere Abhandlungen namentlich im Journal asiatique.
Große Bekanntheit erlangte Lenormants Werk Les origines de l’histoire d'après la Bible et les traditions des peuples orientaux (3 Bde., Paris 1880–83). Der Autor hielt es für unmöglich, die Annahme der Einheitlichkeit der Gestaltung der Bücher des Pentateuch aufrechtzuerhalten. Er behauptete, dass es gewisse Spuren für die Existenz zweier verschiedener Originaldokumente gäbe, eines elohistischen und eines jahwistischen, die als Basis für die letzte Redaktion der ersten vier Bücher des Pentateuchs gedient hätten; und er begnügte sich damit, eine gewisse Konkordanz zwischen ihnen festzustellen. Die ersten Kapitel der Genesis seien nach ihm ein „Buch der Urgeschichte“, wie sie die Israeliten von Generation zu Generation seit der Zeit der Erzväter erzählt hätten; in allen fundamentalen Fakten stimme die Erzählung mit den heiligen Büchern der antiken Völker des Euphrat und Tigris überein. Für Lenormant liegt die Inspiration im absolut neuen Geist, der den Bericht mit Leben erfülle, obwohl das Schriftwerk in seiner Gestaltung ziemlich den von den Nachbarvölkern erzählten Geschichten gleiche. Vier Jahre nach seinem Tod wurde das Buch am 19. Dezember 1887 auf den Index gesetzt; dabei beteuert er in der Einleitung seine Verbundenheit mit dem katholischen Glauben.
Als Resultate assyriologischer und altorientalischer Forschungen Lenormants sind weiterhin zu betrachten:
- Le déluge et l’épopée babylonienne (Paris 1873)
- Choix de textes cunéiformes inédits … (3 Hefte, 1873–75)
- Les sciences occultes en Asie (2 Bde., 1874–75; in etwas veränderter Form deutsch unter dem Titel Die Magie und die Wahrsagekunst, Jena 1878)
- Les premières civilisations (2 Bde., 2. Aufl. Paris 1874; deutsch 2 Bde., Jena 1875)

## Weitere Schriften
- Histoire des massacres de Syrie en 1860 (Paris 1861)
- La révolution en Grèce (Paris 1862)
- Essai sur l’organisation politique et économique de la monnaie dans l’antiquité (Paris 1863)
- Chefs-d’œuvres de l’art antique (3 Bde., Paris 1867–1869)
- Les tableaux du musée de Naples (1868)
- Histoire du peuple juif (Paris 1869)
- Essai de commentaire des fragments cosmogoniques de Bérose  (Paris 1872)
- Die Geheimwissenschaften Asiens: Die Magie und Wahrsagekunst der Chaldäer. Zwei Theile in einem Bande. Costenoble Verlag, Jena, 1878. Verbesserte und vermehrte deutsche Ausgabe.
- La Genese traduite d’apres l’hébreu, avec distinction des éléments constitutifs du texte, suivi d’un essai de restitution des textes dont s’est servi le dernier rédacteur (Paris 1884)